# Pierre Bonnard

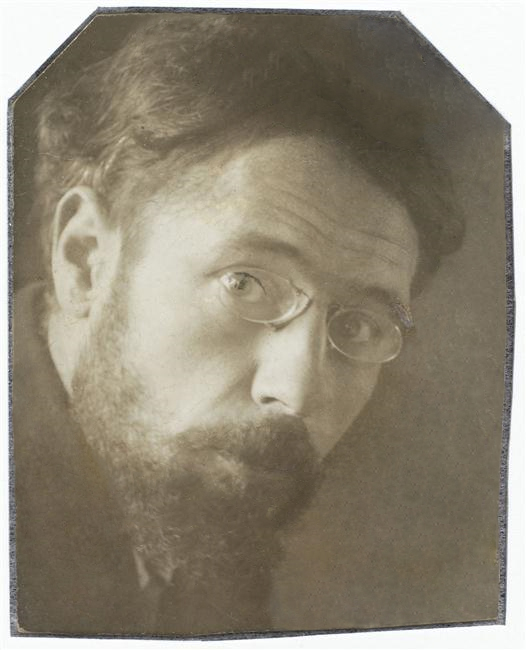
Pierre Bonnard, circa 1899

Pierre Bonnard (n. 3 octombrie 1867 Fontenay-aux-Roses, Franța - d. 23 ianuarie 1947, Le Cannet) a fost un pictor, ilustrator de carte și litograf francez. Artist postimpresionist, a făcut parte din grupul Les Nabis.

## Biografie
Pierre Bonnard s-a născut la 3 octombrie 1867 în apropierea Parisului, la Fontenay-aux-Roses. Tatăl său fusese funcționar superior în Ministerul Apărării Naționale. În 1885, după examenul de bacalaureat, Bonnard se înscrie la Facultatea de Drept, pe care o absolvă în iulie 1888. Între timp, încă din 1887, frecventează și cursurile Academiei de pictură Julian. Asemenea altor tineri pasionați de pictură din generația sa, Bonnard cutreieră sălile Muzeului Louvre. Cunoștințele sale de artă plastică le dobândește însă în compania prietenilor săi, la Academia Julian, unde îi cunoaște pe Paul Sérusier, pe Maurice Denis și pe Édouard Vuillard. Cu toții sunt entuziasmați de operele lui Gauguin, descoperite înainte de a fi avut contact cu arta impresioniștilor. În același timp, Bonnard este un admirator al gravurilor japoneze, a căror tehnică are o mare influență asupra operelor sale.
Pictorul ia parte activă la înființarea și activitatea mișcării nabis, dar în același timp își arata independența: „Nu aparțin nici unei școli, doresc să creez ceva individual”. Deși foarte rezervat, Bonnard rămâne fidel prietenilor. Expune cu ei la Salonul Independenților și publică în Revue Blanche desene și ilustrații. Bonnard este cel care realizează, de fapt, dezideratele teoretice ale reprezentanților grupării: eliberarea de tirania subiectului și modelului și abordarea picturii prin prisma logicii interne a demersului plastic. Este foarte legat de Édouard Vuillard, prietenie durabilă până la sfârșitul vieții. În 1893 o cunoaște pe Marie Boursin, pe care o numește Marthe, care îi va servi ca model în multe lucrări. Se vor căsători în 1925.
Începând cu sfârșitul anilor 1890, face numeroase călătorii în străinătate, deseori în compania lui Vuillard. În august 1896, cei doi pictori călătoresc în Elveția, unde se întâlnesc cu Félix Vallotton. În 1899, împreună cu un alt membru al grupării, Ker Xavier Roussel (1867-1944), pleacă la Veneția. În vara anului 1909, Bonnard descoperă cu entuziasm luminile puternice ale sudului Franței. Începând cu această perioadă, artistul este deseori oaspete al acestei regiuni și se naște o prietenie profundă între el și Matisse, care pictează în atelierul său din Nisa. În 1925, Bonnard își cumpără o vilă în orășelul Le Cannet, pe Coasta de Azur, unde în anul 1939 - la începutul războiului - se stabilește definitiv. Moare la Le Cannet, pe 23 ianuarie 1947.

### Caracteristica operei

Auto portret 1945

Deși opera sa grafică este vastă (afișe, ilustrații, litografii, desene) și de o mare prospețime, cu un simț remarcabil al liniei - datorat în mare parte studiului artei japoneze - și al valorilor de contrast alb-negru, Bonnard rămâne, în sensul cel mai profund, un pictor și, ca pictor, un colorist. În compozițiile sale funcția principală o deține dialogul maselor cromatice, coloritul - în special după stabilirea sa în sud - dobândește acea strălucire ce transcrie lumina ce străbate obiectele. Străin de constrângerile unor formulări teoretice prea riguroase, dar departe de a fi un simplu "instinctiv", pictând cu plăcere, cu o încredere dezinvoltă în senzație, dublată de conștiința necesității compoziției, Bonnard rămâne, alături de pictori ca Raoul Dufy și Albert Marquet, unul din cei mai tipici reprezentanți ai picturii dezvoltate la Paris în primii treizeci de ani ai secolului al XX-lea.